# Analogue Bubblebath
Analogue Bubblebath es el primer EP publicado por el productor de música electrónica Aphex Twin bajo el alias AFX y es el primer disco de la serie Analogue Bubblebath. 

## Ediciones
Está formado por cuatro temas, todos del tipo de sonido acid house, que era popular en la época. Fue publicado en 1991, en vinilo, por el sello discográfico Mighty Force Records, y por TVT Records en EE. UU. en 1994, en formato CD y vinilo.

## Sobre las canciones
Las canciones "Analogue Bubble Bath" y "Isopropophlex" pueden encontrarse en el álbum recopilatorio Classics publicado por el sello R&S Records. "Isopropophlex" aparece en un formato más largo bajo el título "Isoprophanol" y "Analogue Bubblebath" tiene un final diferente con algunos segundos más de duración que la canción original, titulándose Analogue Bubblebath I. Tom Middleton colaboró en "En Trance to Exit" bajo el seudónimo Schizophrenia.

## Lista de canciones

### Cara uno
1. "Analogue Bubble Bath" – 4:41
2. "Isopropophlex" – 5:20

### Cara dos
1. "En Trance to Exit" – 4:22
2. "AFX 2" – 5:26